# Danazol
Danazol ist ein Derivat des Testosterons, das als Androgen die Hypophysentätigkeit unterdrückt und früher verbreitet zur Behandlung der Endometriose eingesetzt wurde. Es wurde 1959 von Sterling Drug patentiert.

## Wirkung
Danazol ist ein fettlösliches, steroidales Derivat des Testosterons, das reversibel die Freisetzung der Gonadotropine wie dem follikelstimulierenden Hormon (FSH) und dem luteinisierenden Hormon (LH) hemmt, die von der Hypophyse (Hirnanhangdrüse) gebildet werden.
Daneben zeigt sich wie bei anderen Androgenen eine Wirkung auf die Telomere, die Enden der Chromosomen. Es gibt Hinweise auf eine Unterbrechung des mitosebedingten Abbaus der Telomerlänge und sogar auf eine Telomerverlängerung unter Danazol-Therapie, vor allem bei den Telomeropathien, Erbkrankheiten mit verkürzter Telomerlänge durch Mutation einzelner Telomer-assoziierter Proteine.

## Anwendung
Seit den frühen 70er Jahren wurde Danazol zur Therapie der Endometriose eingesetzt, für diese Indikation wurde es seinerzeit in den USA zugelassen. Danazol bewirkt, dass sich die Gebärmutterschleimhaut weniger stark ausbildet und reduziert so die bei diesem Krankheitsbild typischen Beschwerden wie Unterleibsschmerz und Blutungsunregelmäßigkeiten.
Außerhalb dieser Indikation wurde Danazol in der Behandlung des hereditären Angioödems, der thrombozytopenischen Purpura und der fibrotischen Mastopathie verwendet.
In Deutschland gibt es seit 2005 keine Danazol-haltigen Fertigarzneimittel mehr im Markt, da der Hersteller aufgrund des ungünstigen Nutzen-Risiko-Verhältnisses der oralen Darreichungsform auf eine Nachzulassung verzichtet hatte.

## Nebenwirkungen
Die Nebenwirkungen werden durch seine androgenen Eigenschaften bestimmt: Durch Hemmung der weiblichen Sexualhormone kommt es zu einem Ungleichgewicht zugunsten der männlichen. Die Folgen können Hirsutismus, Akne und eine tiefere Stimme durch Wachstum des Kehlkopfs wie beim Stimmbruch sein. Während die ersten beiden Nebenwirkungen nach Absetzen des Medikamentes wieder rückgängig sind, kann die Stimmveränderung irreversibel sein.

## Handelsnamen
Monopräparate
Danatrol (CH), Danokrin (A)